# Saison 2018-2019 des Wizards de Washington
La saison 2018-2019 des Wizards de Washington est la 58e saison de la franchise en NBA et la 46e saison dans la ville de Washington.

## Draft
| Tour | Choix | Joueur         | Poste | Nationalité | Provenance                |
| ---- | ----- | -------------- | ----- | ----------- | ------------------------- |
| 1    | 15    | Troy Brown Jr. | F     | États-Unis  | Ducks de l'Oregon         |
| 2    | 44    | Issuf Sanon    | G     | Ukraine     | Union Olimpija (Slovénie) |

## Matchs

### Summer League
| Summer League Total: 1-4 |

| Match | Date match | Équipe        | Score   | Meilleur marqueur   | Meilleur rebondeur  | Meilleur passeur   | Lieux Spectateurs    | Série |
| ----- | ---------- | ------------- | ------- | ------------------- | ------------------- | ------------------ | -------------------- | ----- |
| 1     | 6 juillet  | Cleveland     | D 59-72 | Devin Robinson (14) | Aaron Harrison (6)  | Josh Okogie (4)    | Cox Pavilion         | 0 - 1 |
| 2     | 8 juillet  | San Antonio   | D 90-95 | Devin Robinson (24) | Troy Brown Jr. (12) | Chris Chiozza (11) | Thomas & Mack Center | 0 - 2 |
| 3     | 9 juillet  | Philadelphie  | V 87-75 | Troy Brown Jr. (23) | Thomas Bryant (12)  | Chris Chiozza (11) | Thomas & Mack Center | 1 - 2 |
| 4     | 11 juillet | L.A. Clippers | D 74-89 | Devin Robinson (26) | Devin Robinson (11) | Chris Chiozza (5)  | Cox Pavilion         | 1 - 3 |
| 5     | 13 juillet | Dallas        | D 92-96 | Troy Brown Jr. (25) | Devin Robinson (12) | Chris Chiozza (5)  | Cox Pavilion         | 1 - 4 |

### Pré-saison
| Pré-saison Total: 4-1 (Domicile : 2-1 ; Extérieur : 2-0) |

| Match | Date match  | Équipe               | Score          | Meilleur marqueur   | Meilleur rebondeur   | Meilleur passeur  | Lieux Spectateurs     | Série |
| ----- | ----------- | -------------------- | -------------- | ------------------- | -------------------- | ----------------- | --------------------- | ----- |
| 1     | 1er octobre | New York             | D 121-124 (OT) | Kelly Oubre (15)    | Kelly Oubre (8)      | Oubre, Randle (4) | Capital One Arena     | 0 - 1 |
| 2     | 5 octobre   | Miami                | V 121-114      | Bradley Beal (20)   | Markieff Morris (10) | John Wall (9)     | Capital One Arena     | 1 - 1 |
| 3     | 8 octobre   | @ New York           | V 110-98       | Bradley Beal (20)   | Trois joueurs (6)    | John Wall (9)     | Madison Square Garden | 2 - 1 |
| 4     | 10 octobre  | @ Détroit            | V 102-97       | John Wall (32)      | Markieff Morris (7)  | John Wall (9)     | Little Caesars Arena  | 3 - 1 |
| 5     | 12 octobre  | Guangzhou Long-Lions | V 140-111      | Devin Robinson (23) | Troy Brown Jr. (8)   | Austin Rivers (5) | Capital One Arena     | 4 - 1 |

### Saison régulière
| Saison régulière Total: 32-50 (Domicile : 22-19 ; Extérieur : 10-31) |

| Match | Date match | Équipe          | Score          | Meilleur marqueur    | Meilleur rebondeur  | Meilleur passeur | Lieux             | Série |
| ----- | ---------- | --------------- | -------------- | -------------------- | ------------------- | ---------------- | ----------------- | ----- |
| 1     | 18 octobre | Miami           | D 112-113      | John Wall (26)       | Otto Porter (11)    | John Wall (9)    | Capital One Arena | 0 - 1 |
| 2     | 20 octobre | Toronto         | D 113-117      | Bradley Beal (32)    | Markieff Morris (7) | Beal, Wall (6)   | Capital One Arena | 0 - 2 |
| 3     | 22 octobre | @ Portland      | V 125-124 (OT) | Markieff Morris (28) | Otto Porter (10)    | John Wall (9)    | Moda Center       | 1 - 2 |
| 4     | 24 octobre | @ Golden State  | D 122-144      | Bradley Beal (23)    | Quatre joueurs (4)  | John Wall (6)    | Oracle Arena      | 1 - 3 |
| 5     | 26 octobre | @ Sacramento    | D 112-116      | John Wall (26)       | Kelly Oubre (9)     | John Wall (8)    | Golden 1 Center   | 1 - 4 |
| 6     | 28 octobre | @ L.A. Clippers | D 104-136      | Bradley Beal (20)    | Jeff Green (8)      | John Wall (5)    | Staples Center    | 1 - 5 |
| 7     | 30 octobre | @ Memphis       | D 95-107       | John Wall (22)       | Trois joueurs (6)   | Beal, Wall (7)   | FedExForum        | 1 - 6 |

| Match | Date match  | Équipe             | Score          | Meilleur marqueur  | Meilleur rebondeur   | Meilleur passeur     | Lieux                    | Série  |
| ----- | ----------- | ------------------ | -------------- | ------------------ | -------------------- | -------------------- | ------------------------ | ------ |
| 8     | 2 novembre  | Oklahoma City      | D 111-134      | Bradley Beal (27)  | Austin Rivers (5)    | John Wall (9)        | Capital One Arena        | 1 - 7  |
| 9     | 4 novembre  | New York           | V 108-95       | John Wall (26)     | Dwight Howard (10)   | John Wall (7)        | Capital One Arena        | 2 - 7  |
| 10    | 6 novembre  | @ Dallas           | D 100-119      | John Wall (24)     | Dwight Howard (11)   | John Wall (10)       | American Airlines Center | 2 - 8  |
| 11    | 9 novembre  | @ Orlando          | D 108-117      | Bradley Beal (27)  | Dwight Howard (8)    | John Wall (12)       | Amway Center             | 2 - 9  |
| 12    | 10 novembre | @ Miami            | V 116-110      | John Wall (28)     | Dwight Howard (16)   | John Wall (9)        | American Airlines Center | 3 - 9  |
| 13    | 12 novembre | Orlando            | V 117-109      | John Wall (25)     | Trois joueurs (8)    | John Wall (10)       | Capital One Arena        | 4 - 9  |
| 14    | 14 novembre | Cleveland          | V 119-95       | Bradley Beal (20)  | Trois joueurs (7)    | John Wall (9)        | Capital One Arena        | 5 - 9  |
| 15    | 16 novembre | Brooklyn           | D 104-115      | Dwight Howard (25) | Dwight Howard (17)   | John Wall (7)        | Capital One Arena        | 5 - 10 |
| 16    | 18 novembre | Portland           | D 109-119      | John Wall (24)     | Jeff Green (13)      | Tomáš Satoranský (7) | Capital One Arena        | 5 - 11 |
| 17    | 20 novembre | L.A. Clippers      | V 125-118      | John Wall (30)     | Otto Porter (14)     | John Wall (8)        | Capital One Arena        | 6 - 11 |
| 18    | 23 novembre | @ Toronto          | D 107-125      | Bradley Beal (20)  | Thomas Bryant (8)    | John Wall (11)       | Scotiabank Arena         | 6 - 12 |
| 19    | 24 novembre | Nouvelle-Orléans   | V 124-114      | Otto Porter (29)   | Markieff Morris (9)  | Beal, Wall (8)       | Capital One Arena        | 7 - 12 |
| 20    | 26 novembre | Houston            | V 135-131 (OT) | John Wall (36)     | Markieff Morris (10) | John Wall (11)       | Capital One Arena        | 8 - 12 |
| 21    | 28 novembre | @ Nouvelle-Orléans | D 104-125      | Morris, Oubre (22) | Markieff Morris (9)  | Bradley Beal (11)    | Smoothie King Center     | 8 - 13 |
| 22    | 30 novembre | @ Philadelphie     | D 98-123       | Bradley Beal (19)  | Bryant, Morris (7)   | Satoranský, Wall (7) | Wells Fargo Center       | 8 - 14 |

| Match | Date match   | Équipe      | Score           | Meilleur marqueur    | Meilleur rebondeur  | Meilleur passeur       | Lieux                   | Série   |
| ----- | ------------ | ----------- | --------------- | -------------------- | ------------------- | ---------------------- | ----------------------- | ------- |
| 23    | 1er décembre | Brooklyn    | V 102-88        | John Wall (30)       | Otto Porter (11)    | John Wall (9)          | Capital One Arena       | 9 - 14  |
| 24    | 3 décembre   | @ New York  | V 110-107       | Bradley Beal (27)    | Bradley Beal (8)    | John Wall (15)         | Madison Square Garden   | 10 - 14 |
| 25    | 5 décembre   | @ Atlanta   | V 131-117       | Bradley Beal (36)    | Otto Porter (11)    | Bradley Beal (9)       | State Farm Arena        | 11 - 14 |
| 26    | 8 décembre   | @ Cleveland | D 101-116       | Bradley Beal (27)    | Otto Porter (7)     | John Wall (6)          | Quicken Loans Arena     | 11 - 15 |
| 27    | 10 décembre  | @ Indiana   | D 101-109       | Bradley Beal (30)    | Markieff Morris (7) | Rivers, Satoranský (4) | Bankers Life Fieldhouse | 11 - 16 |
| 28    | 12 décembre  | Boston      | D 125-130 (OT)  | John Wall (34)       | Jeff Green (10)     | John Wall (13)         | Capital One Arena       | 11 - 17 |
| 29    | 14 décembre  | @ Brooklyn  | D 118-125       | Bradley Beal (31)    | Kelly Oubre (6)     | John Wall (13)         | Barclays Center         | 11 - 18 |
| 30    | 16 décembre  | L.A. Lakers | V 128-110       | John Wall (40)       | Bradley Beal (12)   | John Wall (14)         | Capital One Arena       | 12 - 18 |
| 31    | 18 décembre  | @ Atlanta   | D 110-118       | Bradley Beal (29)    | Bradley Beal (10)   | John Wall (6)          | State Farm Arena        | 12 - 19 |
| 32    | 19 décembre  | @ Houston   | D 118-136       | Bradley Beal (28)    | Trevor Ariza (6)    | John Wall (12)         | Toyota Center           | 12 - 20 |
| 33    | 22 décembre  | Phoenix     | V 149-146 (3OT) | Bradley Beal (40)    | Thomas Bryant (13)  | Bradley Beal (15)      | Capital One Arena       | 13 - 20 |
| 34    | 23 décembre  | @ Indiana   | D 89-105        | Markieff Morris (16) | Thomas Bryant (7)   | Beal, Wall (5)         | Bankers Life Fieldhouse | 13 - 21 |
| 35    | 26 décembre  | @ Détroit   | D 95-106        | Beal, Wall (21)      | John Wall (7)       | John Wall (8)          | Little Caesars Arena    | 13 - 22 |
| 36    | 28 décembre  | Chicago     | D 92-101        | Bradley Beal (34)    | Thomas Bryant (8)   | Bradley Beal (5)       | Capital One Arena       | 13 - 23 |
| 37    | 29 décembre  | Charlotte   | D 130-126       | Trevor Ariza (24)    | Thomas Bryant (10)  | Trevor Ariza (9)       | Capital One Arena       | 14 - 23 |

| Match | Date match | Équipe          | Score           | Meilleur marqueur     | Meilleur rebondeur    | Meilleur passeur      | Lieux                   | Série   |
| ----- | ---------- | --------------- | --------------- | --------------------- | --------------------- | --------------------- | ----------------------- | ------- |
| 38    | 2 janvier  | Atlanta         | V 114-98        | Bradley Beal (24)     | Thomas Bryant (15)    | Tomáš Satoranský (7)  | Capital One Arena       | 15 - 23 |
| 39    | 4 janvier  | @ Miami         | D 109-115       | Bradley Beal (33)     | Bradley Beal (9)      | Bradley Beal (7)      | American Airlines Arena | 15 - 24 |
| 40    | 6 janvier  | @ Oklahoma City | V 116-98        | Bradley Beal (25)     | Ian Mahinmi (10)      | Bradley Beal (6)      | Chesapeake Energy Arena | 16 - 24 |
| 41    | 8 janvier  | @ Philadelphie  | D 115-132       | Bradley Beal (28)     | Trevor Ariza (9)      | Ian Mahinmi (5)       | Wells Fargo Center      | 16 - 25 |
| 42    | 9 janvier  | Philadelphie    | V 123-106       | Bradley Beal (34)     | Ian Mahinmi (8)       | Tomáš Satoranský (11) | Capital One Arena       | 17 - 25 |
| 43    | 11 janvier | Milwaukee       | V 113-106       | Bradley Beal (32)     | Tomáš Satoranský (12) | Tomáš Satoranský (10) | Capital One Arena       | 18 - 25 |
| 44    | 13 janvier | Toronto         | D 138-140 (2OT) | Bradley Beal (43)     | Thomas Bryant (11)    | Bradley Beal (15)     | Capital One Arena       | 18 - 26 |
| 45    | 17 janvier | New York        | V 101-100       | Bradley Beal (26)     | Otto Porter (11)      | Trevor Ariza (7)      | O2 Arena, Londres       | 19 - 26 |
| 46    | 21 janvier | Détroit         | V 101-87        | Trevor Ariza (20)     | Ariza, Bryant (10)    | Tomáš Satoranský (8)  | Capital One Arena       | 20 - 26 |
| 47    | 24 janvier | Golden State    | D 118-126       | Trevor Ariza (27)     | Bradley Beal (10)     | Tomáš Satoranský (10) | Capital One Arena       | 20 - 27 |
| 48    | 25 janvier | @ Orlando       | V 95-91         | Bradley Beal (27)     | Trevor Ariza (7)      | Tomáš Satoranský (8)  | Amway Center            | 21 - 27 |
| 49    | 27 janvier | @ San Antonio   | D 119-132       | Beal, Satoranský (21) | Thomas Bryant (10)    | Tomáš Satoranský (8)  | AT&T Center             | 21 - 28 |
| 50    | 29 janvier | @ Cleveland     | D 113-116       | Bradley Beal (31)     | Thomas Bryant (8)     | Beal, Satoranský (7)  | Quicken Loans Arena     | 21 - 29 |
| 51    | 30 janvier | Indiana         | V 107-89        | Bradley Beal (25)     | Sam Dekker (9)        | Trois joueurs (6)     | Capital One Arena       | 22 - 29 |

| Match                  | Date match | Équipe      | Score     | Meilleur marqueur | Meilleur rebondeur     | Meilleur passeur      | Lieux                | Série   |
| ---------------------- | ---------- | ----------- | --------- | ----------------- | ---------------------- | --------------------- | -------------------- | ------- |
| 52                     | 2 février  | Milwaukee   | D 115-131 | Bradley Beal (24) | Sam Dekker (8)         | Tomáš Satoranský (6)  | Capital One Arena    | 22 - 30 |
| 53                     | 4 février  | Atlanta     | D 129-137 | Bradley Beal (27) | Porter, Satoranský (8) | Tomáš Satoranský (9)  | Capital One Arena    | 22 - 31 |
| 54                     | 6 février  | @ Milwaukee | D 129-148 | Bradley Beal (30) | Thomas Bryant (14)     | Tomáš Satoranský (10) | Fiserv Forum         | 22 - 32 |
| 55                     | 8 février  | Cleveland   | V 119-106 | Bobby Portis (30) | Jabari Parker (11)     | Bradley Beal (13)     | Capital One Arena    | 23 - 32 |
| 56                     | 9 février  | @ Chicago   | V 134-125 | Bradley Beal (31) | Bobby Portis (12)      | Tomáš Satoranský (11) | United Center        | 24 - 32 |
| 57                     | 11 février | @ Détroit   | V 112-121 | Bradley Beal (32) | Thomas Bryant (8)      | Bradley Beal (10)     | Little Caesars Arena | 24 - 33 |
| 58                     | 13 février | @ Toronto   | V 120-129 | Bradley Beal (28) | Jabari Parker (9)      | Bradley Beal (11)     | Scotiabank Arena     | 24 - 34 |
| NBA All-Star Game 2019 |            |             |           |                   |                        |                       |                      |         |
| 59                     | 22 février | @ Charlotte | D 110-123 | Bradley Beal (46) | Bobby Portis (12)      | Bradley Beal (7)      | Spectrum Center      | 24 - 35 |
| 60                     | 23 février | Indiana     | D 112-119 | Bradley Beal (35) | Thomas Bryant (12)     | Trevor Ariza (7)      | Capital One Arena    | 24 - 36 |
| 61                     | 27 février | @ Brooklyn  | V 125-116 | Bradley Beal (31) | Jabari Parker (14)     | Tomáš Satoranský (10) | Barclays Center      | 25 - 36 |

| Match | Date match | Équipe        | Score          | Meilleur marqueur   | Meilleur rebondeur     | Meilleur passeur      | Lieux                      | Série   |
| ----- | ---------- | ------------- | -------------- | ------------------- | ---------------------- | --------------------- | -------------------------- | ------- |
| 62    | 1er mars   | @ Boston      | D 96-107       | Bradley Beal (29)   | Beal, Portis (11)      | Bradley Beal (6)      | TD Garden                  | 25 - 37 |
| 63    | 3 mars     | Minnesota     | V 96-107       | Bobby Portis (26)   | Bobby Portis (12)      | Bradley Beal (8)      | Capital One Arena          | 26 - 37 |
| 64    | 6 mars     | Dallas        | V 132-123      | Bradley Beal (30)   | Jabari Parker (9)      | Tomáš Satoranský (11) | Capital One Arena          | 27 - 37 |
| 65    | 8 mars     | @ Charlotte   | D 111-112      | Bobby Portis (23)   | Portis, Satoranský (9) | Bradley Beal (7)      | Spectrum Center            | 27 - 38 |
| 66    | 9 mars     | @ Minnesota   | D 130-135 (OT) | Bradley Beal (36)   | Bobby Portis (12)      | Tomáš Satoranský (11) | Target Center              | 27 - 39 |
| 67    | 11 mars    | Sacramento    | V 121-115      | Bradley Beal (27)   | Bobby Portis (13)      | Bradley Beal (9)      | Capital One Arena          | 28 - 39 |
| 68    | 13 mars    | Orlando       | V 100-90       | Bradley Beal (23)   | Thomas Bryant (10)     | Beal, Satoranský (7)  | Capital One Arena          | 29 - 39 |
| 69    | 15 mars    | Charlotte     | D 110-116      | Bradley Beal (40)   | Jabari Parker (11)     | Beal, Ariza (5)       | Capital One Arena          | 29 - 40 |
| 70    | 16 mars    | Memphis       | V 135-128      | Bradley Beal (40)   | Jabari Parker (11)     | Beal, Satoranský (7)  | Capital One Arena          | 30 - 40 |
| 71    | 18 mars    | Utah          | D 95-116       | Jabari Parker (19)  | Jabari Parker (7)      | Tomáš Satoranský (6)  | Capital One Arena          | 30 - 41 |
| 72    | 20 mars    | @ Chicago     | D 120-126      | Jabari Parker (28)  | Troy Brown Jr. (10)    | Beal, Satoranský (7)  | United Center              | 30 - 42 |
| 73    | 21 mars    | Denver        | D 108-113      | Bradley Beal (25)   | Trois joueurs (8)      | Tomáš Satoranský (10) | Capital One Arena          | 30 - 43 |
| 74    | 23 mars    | Miami         | D 108-113      | Jeff Green (25)     | Portis, Bryant (11)    | Tomáš Satoranský (8)  | Capital One Arena          | 30 - 44 |
| 75    | 26 mars    | @ L.A. Lakers | D 106-124      | Bradley Beal (32)   | Bobby Portis (7)       | Tomáš Satoranský (11) | Staples Center             | 30 - 45 |
| 76    | 27 mars    | @ Phoenix     | V 124-121      | Beal, Parker (28)   | Thomas Bryant (19)     | Bradley Beal (4)      | Talking Stick Resort Arena | 31 - 45 |
| 77    | 29 mars    | @ Utah        | D 124-128      | Bradley Beal (34)   | Bobby Portis (13)      | Tomáš Satoranský (9)  | Vivint Smart Home Arena    | 31 - 46 |
| 78    | 31 mars    | @ Denver      | V 95-90        | Troy Brown Jr. (24) | Thomas Bryant (14)     | Jordan McRae (7)      | Pepsi Center               | 32 - 46 |

| Match | Date match | Équipe      | Score     | Meilleur marqueur     | Meilleur rebondeur | Meilleur passeur     | Lieux                 | Série   |
| ----- | ---------- | ----------- | --------- | --------------------- | ------------------ | -------------------- | --------------------- | ------- |
| 79    | 3 avril    | Chicago     | D 114-115 | Bryant, Portis (20)   | Thomas Bryant (12) | Bryant, McRae (5)    | Capital One Arena     | 32 - 47 |
| 80    | 5 avril    | San Antonio | D 112-129 | Bradley Beal (25)     | Bobby Portis (9)   | Bradley Beal (5)     | Capital One Arena     | 32 - 48 |
| 81    | 7 avril    | @ New York  | D 110-113 | Jeff Green (19)       | Bobby Portis (10)  | Thomas Bryant (7)    | Madison Square Garden | 32 - 49 |
| 82    | 9 avril    | Boston      | D 110-116 | Tomáš Satoranský (19) | Ian Mahinmi (12)   | Tomáš Satoranský (5) | Capital One Arena     | 32 - 50 |

### Confrontations en saison régulière
| Conférence Est      | Conférence Est                               | Conférence Est                               | Conférence Est                               | Conférence Est                               | Conférence Ouest                             | Conférence Ouest                             | Conférence Ouest                             |
| Division Atlantique | Division Atlantique                          | Division Atlantique                          | Division Atlantique                          | Division Atlantique                          | Division Nord-Ouest                          | Division Nord-Ouest                          | Division Nord-Ouest                          |
| Équipe              | Domicile                                     | Domicile                                     | Extérieur                                    | Extérieur                                    | Équipe                                       | Domicile                                     | Extérieur                                    |
| ------------------- | -------------------------------------------- | -------------------------------------------- | -------------------------------------------- | -------------------------------------------- | -------------------------------------------- | -------------------------------------------- | -------------------------------------------- |
| Boston              | 125-130 (OT)                                 | 110-116                                      | 96-107                                       |                                              | Denver                                       | 108-113                                      | 95-90                                        |
| Brooklyn            | 104-115                                      | 102-88                                       | 118-125                                      | 125-116                                      | Minnesota                                    | 135-121                                      | 130-135 (OT)                                 |
| New York            | 108-95                                       | 101-100                                      | 110-107                                      | 110-113                                      | Oklahoma City                                | 111-134                                      | 116-98                                       |
| Philadelphie        | 123-106                                      |                                              | 98-123                                       | 115-132                                      | Portland                                     | 109-119                                      | 125-124 (OT)                                 |
| Toronto             | 113-117                                      | 138-140 (2OT)                                | 107-125                                      | 120-129                                      | Utah                                         | 95-116                                       | 124-128                                      |
|                     | 4–5                                          | 4–5                                          | 2–7                                          | 2–7                                          |                                              | 1–4                                          | 3–2                                          |
| Division            | 6–12                                         | 6–12                                         | 6–12                                         | 6–12                                         | Division                                     | 4–6                                          | 4–6                                          |
| Division Centrale   | Division Centrale                            | Division Centrale                            | Division Centrale                            | Division Centrale                            | Division Pacifique                           | Division Pacifique                           | Division Pacifique                           |
| Équipe              | Domicile                                     | Domicile                                     | Extérieur                                    | Extérieur                                    | Équipe                                       | Domicile                                     | Extérieur                                    |
| Chicago             | 92-101                                       | 114-115                                      | 134-125                                      | 120-126                                      | Golden State                                 | 118-126                                      | 122-144                                      |
| Cleveland           | 119-95                                       | 119-106                                      | 101-116                                      | 113-116                                      | L.A. Clippers                                | 125-118                                      | 104-136                                      |
| Detroit             | 101-87                                       |                                              | 95-106                                       | 112-121                                      | L.A. Lakers                                  | 128-110                                      | 106-124                                      |
| Indiana             | 107-89                                       | 112-119                                      | 101-109                                      | 89-105                                       | Phoenix                                      | 149-146 (3OT)                                | 124-121                                      |
| Milwaukee           | 113-106                                      | 115-131                                      | 129-148                                      |                                              | Sacramento                                   | 121-115                                      | 112-116                                      |
|                     | 5–4                                          | 5–4                                          | 1–8                                          | 1–8                                          |                                              | 4–1                                          | 1–4                                          |
| Division            | 6–12                                         | 6–12                                         | 6–12                                         | 6–12                                         | Division                                     | 5–5                                          | 5–5                                          |
| Division Sud-Est    | Division Sud-Est                             | Division Sud-Est                             | Division Sud-Est                             | Division Sud-Est                             | Division Sud-Ouest                           | Division Sud-Ouest                           | Division Sud-Ouest                           |
| Équipe              | Domicile                                     | Domicile                                     | Extérieur                                    | Extérieur                                    | Équipe                                       | Domicile                                     | Extérieur                                    |
| Atlanta             | 114-98                                       | 129-137                                      | 131-117                                      | 110-118                                      | Dallas                                       | 132-123                                      | 100-119                                      |
| Charlotte           | 130-126                                      | 110-116                                      | 110-123                                      | 111-112                                      | Houston                                      | 135-131 (OT)                                 | 118-136                                      |
| Miami               | 112-113                                      | 108-113                                      | 116-110                                      | 109-115                                      | Memphis                                      | 135-128                                      | 95-107                                       |
| Orlando             | 117-109                                      | 100-90                                       | 108-117                                      | 95-91                                        | New Orleans                                  | 124-114                                      | 104-125                                      |
|                     |                                              |                                              |                                              |                                              | San Antonio                                  | 112-129                                      | 119-132                                      |
|                     | 4–4                                          | 4–4                                          | 3–5                                          | 3–5                                          |                                              | 4–1                                          | 0–5                                          |
| Division            | 7–9                                          | 7–9                                          | 7–9                                          | 7–9                                          | Division                                     | 4–6                                          | 4–6                                          |
| Conférence          | 19–33 (Domicile : 13–13 ; Extérieur : 6–20)  | 19–33 (Domicile : 13–13 ; Extérieur : 6–20)  | 19–33 (Domicile : 13–13 ; Extérieur : 6–20)  | 19–33 (Domicile : 13–13 ; Extérieur : 6–20)  | Conférence                                   | 13–17 (Domicile : 9–6 ; Extérieur : 4–11)    | 13–17 (Domicile : 9–6 ; Extérieur : 4–11)    |
| Total               | 32–50 (Domicile : 22–19 ; Extérieur : 10–31) | 32–50 (Domicile : 22–19 ; Extérieur : 10–31) | 32–50 (Domicile : 22–19 ; Extérieur : 10–31) | 32–50 (Domicile : 22–19 ; Extérieur : 10–31) | 32–50 (Domicile : 22–19 ; Extérieur : 10–31) | 32–50 (Domicile : 22–19 ; Extérieur : 10–31) | 32–50 (Domicile : 22–19 ; Extérieur : 10–31) |

## Classements de la saison régulière
| Conférence Est | Conférence Est         | Conférence Est | Conférence Est | Conférence Est | Conférence Est | Conférence Est | Conférence Est |
| No             | Franchise              | Vic.           | Déf.           | MJ             | V/D            | GB             |                |
| -------------- | ---------------------- | -------------- | -------------- | -------------- | -------------- | -------------- | -------------- |
| 1              | Bucks de Milwaukee     | 60             | 22             | 82             | .732           | –              |                |
| 2              | Raptors de Toronto     | 58             | 24             | 82             | .707           | 2              |                |
| 3              | 76ers de Philadelphie  | 51             | 31             | 82             | .622           | 9              |                |
| 4              | Celtics de Boston      | 49             | 33             | 82             | .598           | 11             |                |
| 5              | Pacers de l'Indiana    | 48             | 34             | 82             | .585           | 12             |                |
| 6              | Nets de Brooklyn       | 42             | 40             | 82             | .512           | 18             |                |
| 7              | Magic d'Orlando        | 42             | 40             | 82             | .512           | 18             |                |
| 8              | Pistons de Détroit     | 41             | 41             | 82             | .500           | 19             |                |
|                |                        |                |                |                |                |                |                |
| 9              | Hornets de Charlotte   | 39             | 43             | 82             | .476           | 21             |                |
| 10             | Heat de Miami          | 39             | 43             | 82             | .476           | 21             |                |
| 11             | Wizards de Washington  | 32             | 50             | 82             | .390           | 28             |                |
| 12             | Hawks d'Atlanta        | 29             | 53             | 82             | .354           | 31             |                |
| 13             | Bulls de Chicago       | 22             | 60             | 82             | .268           | 38             |                |
| 14             | Cavaliers de Cleveland | 19             | 63             | 82             | .232           | 41             |                |
| 15             | Knicks de New York     | 17             | 65             | 82             | .207           | 43             |                |

| Division Sud-Est         | V  | D  | MJ | V/D  | GB | Dom   | Ext   | Div  |
| ------------------------ | -- | -- | -- | ---- | -- | ----- | ----- | ---- |
| Magic d'Orlando (7)      | 42 | 40 | 82 | .512 | –  | 25–16 | 17–24 | 10–6 |
| Hornets de Charlotte (9) | 39 | 43 | 82 | .476 | 3  | 25–16 | 14–27 | 10–6 |
| Heat de Miami (10)       | 39 | 43 | 82 | .476 | 3  | 19–22 | 20–21 | 7–9  |
| Washington Wizards (11)  | 32 | 50 | 82 | .390 | 10 | 22–19 | 10–31 | 7–9  |
| Hawks d'Atlanta (12)     | 29 | 53 | 82 | .354 | 13 | 17–24 | 12–29 | 6–10 |

## Effectif

### Effectif actuel
| Wizards de Washington Effectif actuel                          |    |                        |                     |                              |
| Entraîneur : Scott Brooks                                      |    |                        |                     |                              |
| Ailier                                                         | 1  | Drapeau des États-Unis | Trevor Ariza        | UCLA                         |
| Arrière                                                        | 3  | Drapeau des États-Unis | Bradley Beal (C)    | Florida                      |
| Ailier                                                         | 6  | Drapeau des États-Unis | Troy Brown Jr. (R)  | Oregon                       |
| Pivot                                                          | 13 | Drapeau des États-Unis | Thomas Bryant       | Indiana                      |
| Ailier / Ailier fort                                           | 8  | Drapeau des États-Unis | Sam Dekker          | Wisconsin                    |
| Ailier / Ailier fort                                           | 32 | Drapeau des États-Unis | Jeff Green          | Georgetown                   |
| Pivot                                                          | 21 | Drapeau des États-Unis | Dwight Howard       | SW Atlanta Christian Academy |
| Pivot                                                          | 28 | Drapeau de la France   | Ian Mahinmi         | Pau-Orthez                   |
| Arrière                                                        | 52 | Drapeau des États-Unis | Jordan McRae        | Tennessee                    |
| Ailier / Ailier fort                                           | 12 | Drapeau des États-Unis | Jabari Parker       | Duke                         |
| Arrière                                                        | 22 | /                      | Tarik Phillip (R)   | West Virginia                |
| Ailier fort                                                    | 5  | Drapeau des États-Unis | Bobby Portis        | Arkansas                     |
| Meneur                                                         | 9  | Drapeau des États-Unis | Chasson Randle      | Stanford                     |
| Ailier                                                         | 7  | Drapeau des États-Unis | Devin Robinson (TW) | Florida                      |
| Meneur / Arrière                                               | 31 | Drapeau de la Tchéquie | Tomáš Satoranský    | FC Barcelone                 |
| Meneur                                                         | 2  | Drapeau des États-Unis | John Wall (C)       | Kentucky                     |
| (C) - Capitaine, (R) - Rookie, (TW) - Two-way contract, Blessé |    |                        |                     |                              |

## Transactions

### Échanges
| 27 juin 2018     | A Wizards de WashingtonAustin Rivers | A Clippers de Los AngelesMarcin Gortat |
| 15 octobre 2018  | A Wizards de WashingtonFutur second tour de draft (protégé)                                                                             | A Bucks de MilwaukeeJodie Meeks Futur second tour de draft (protégé) Compensation financière |
| 7 décembre 2018  | A Wizards de WashingtonSam Dekker (De Cleveland)                                                                                        | A Cavaliers de ClevelandMatthew Dellavedova (De Milwaukee) John Henson (De Milwaukee) Premier tour de draft 2021 protégé (De Milwaukee) Second tour de draft 2021 (De Milwaukee) Second tour de draft 2022 (De Washington) Compensation financière (De Washington) |
| 7 décembre 2018  | A Bucks de MilwaukeeGeorge Jesse Hill (De Cleveland) Jason Smith (De Washington) Second tour de draft 2021 de Washington (De Cleveland) | |
| 17 décembre 2018 | A Wizards de WashingtonTrevor Ariza | A Suns de PhoenixAustin Rivers Kelly Oubre |
| 6 février 2019   | A Wizards de WashingtonJabari Parker Bobby Portis Second tour de draft 2023                                                             | A Bulls de ChicagoOtto Porter |

### Arrivés

#### Draft
| Date       | Joueur         | Contrat                                   | Provenance               |
| ---------- | -------------- | ----------------------------------------- | ------------------------ |
| 04/07/2018 | Troy Brown Jr. | Contrat rookie de 14 511 964 $ sur 4 ans. | Ducks de l'Oregon (NCAA) |

#### Agents libres
| Date       | Joueur                              | Contrat                                           | Provenance                        |
| ---------- | ----------------------------------- | ------------------------------------------------- | --------------------------------- |
| 02/07/2018 | Thomas Bryant (Claimed off waivers) | Contrat de 1 378 242 $ sur 1 an.                  | Lakers de Los Angeles             |
| 10/07/2018 | Jeff Green                          | Contrat de 2 393 887 $ sur 1 an.                  | Cavaliers de Cleveland            |
| 11/07/2018 | Dwight Howard                       | Contrat de 10 940 850 $ sur 2 ans.                | Nets de Brooklyn                  |
| 30/10/2018 | Chasson Randle                      | Contrat non garanti de 1 242 652 $ sur 1 an.      | Capital City Go-Go (NBA G-League) |
| 23/11/2018 | Okaro White                         | Contrat non garanti de 1 187 862 $ sur 1 an.      | Spurs de San Antonio              |
| 18/12/2018 | Chasson Randle                      | Contrat de 869 094 $ jusqu'à la fin de la saison. | Capital City Go-Go (NBA G-League) |
| 21/12/2018 | Ron Baker                           | Contrat de 948 580 $ jusqu'à la fin de la saison. | Knicks de New York                |

#### Two-way contract
| Date       | Joueur       | Provenance     |
| ---------- | ------------ | -------------- |
| 10/09/2018 | Jordan McRae | Saski Baskonia |

#### Camps d'entraînement
| Date       | Joueur           | Contrat                             | Provenance                              |
| ---------- | ---------------- | ----------------------------------- | --------------------------------------- |
| 07/09/2018 | Chris Chiozza    | Contrat non garanti de 838 464 $.   | Gators de la Floride (NCAA)             |
| 10/09/2018 | Tiwian Kendley   | Contrat non garanti de 838 464 $.   | Morgan State Bears (NCAA)               |
| 18/09/2018 | Lavoy Allen      | Contrat non garanti de 1 893 447 $. | Suns de Northern Arizona (NBA G-League) |
| 19/09/2018 | Chasson Randle   | Contrat non garanti de 1 349 383 $. | Real Madrid                             |
| 13/10/2018 | Oleksandr Kobets | Contrat non garanti de 838 464 $.   | BK Tcherkassy Mavpy                     |

### Départs

#### Agents libres
| Date       | Joueur           | Nouvelle équipe ¹       |
| ---------- | ---------------- | ----------------------- |
| 01/07/2018 | Ty Lawson        |                         |
| 09/07/2018 | Mike Scott       | Clippers de Los Angeles |
| 22/09/2018 | Tim Frazier      | Bucks de Milwaukee      |
| 23/09/2018 | Chris McCullough | Pistons de Détroit      |
| 03/11/2018 | Ramon Sessions   | Maccabi Tel-Aviv        |

¹ Il s'agit de l’équipe pour laquelle le joueur a signé après son départ, il a pu entre-temps changer d'équipe ou encore de pays.

#### Joueurs coupés
| Date       | Joueur         | Nouvelle équipe ¹                  |
| ---------- | -------------- | ---------------------------------- |
| 12/11/2018 | Chasson Randle | Capital City Go-Go (NBA G-League)  |
| 21/12/2018 | Okaro White    | Nets de Long Island (NBA G-League) |
| 07/01/2019 | Ron Baker      |                                    |

¹ Il s'agit de l’équipe pour laquelle le joueur a signé après son départ, il a pu entre-temps changer d'équipe ou encore de pays.

#### Non retenu après les camps d’entraînements
| Date       | Joueur           |
| ---------- | ---------------- |
| 13/10/2018 | Oleksandr Kobets |
| 13/10/2018 | Lavoy Allen      |
| 13/10/2018 | Chris Chiozza    |
| 13/10/2018 | Tiwian Kendley   |
| 13/10/2018 | Chasson Randle   |

### Joueurs "agents libres" à la fin de la saison
| Joueur           | Fin de saison         |
| ---------------- | --------------------- |
| Trevor Ariza     | Agent libre           |
| Thomas Bryant    | Agent libre restreint |
| Sam Dekker       | Agent libre restreint |
| Jeff Green       | Agent libre           |
| Markieff Morris  | Agent libre           |
| Chasson Randle   | Agent libre restreint |
| Tomáš Satoranský | Agent libre restreint |

### Options en fin de saison
| Joueur        | Fin de saison  |
| ------------- | -------------- |
| Dwight Howard | Option joueur. |

## Récompenses
| Date                    | Joueur       | Récompense                                   |
| ----------------------- | ------------ | -------------------------------------------- |
| 3 décembre – 9 décembre | Bradley Beal | Joueur de la semaine dans la conférence Est. |
| 11 mars – 17 mars       | Bradley Beal | Joueur de la semaine dans la conférence Est. |
| 17 février              | Bradley Beal | ☆ All-Star 2019 ☆                            |